# Hippoglossus
Hippoglossus és un gènere de peixos dina la família Pleuronectidae, són els halibuts pròpiament dits.
Com tots els peixos dins la família Pleuronectidae, els peixos del gènere Hippoglossus tenen un cos aplanat asimètric i els seus ulls estan al mateix costat del cos.

## Nomenclatura
Hippoglossus deriva del grec hippos, que siginifica "cavall", i glossus, que significa "llengua" (llengua de cavall)- fent referència a la forma del peix.

## Taxonomia
- Halibut de l'Atlàntic, Hippoglossus hippoglossus (Linnaeus, 1758).
- Halibut del Pacífic, Hippoglossus stenolepis (Schmidt, 1904).